# Леа
Леа́ (фр. Léaz) — коммуна во Франции, находится в регионе Рона — Альпы. Департамент — Эн. Входит в состав кантона Коллонж. Округ коммуны — Жекс.
Код INSEE коммуны — 01209.

## География
Коммуна расположена приблизительно в 410 км к юго-востоку от Парижа, в 90 км северо-восточнее Лиона, в 55 км к востоку от Бурк-ан-Бреса.
По территории коммуны протекает река Рона.

## Климат
Климат полуконтинентальный с холодной зимой и тёплым летом. Дожди бывают нечасто, в основном летом.

## Население
Население коммуны на 2010 год составляло 569 человек.
| 1962 | 1968 | 1975 | 1982 | 1990 | 1999 | 2010 |
| ---- | ---- | ---- | ---- | ---- | ---- | ---- |
| 433  | 405  | 480  | 482  | 461  | 482  | 569  |

## Экономика
В 2010 году среди 360 человек трудоспособного возраста (15—64 лет) 284 были экономически активными, 76 — неактивными (показатель активности — 78,9 %, в 1999 году было 76,5 %). Из 284 активных жителей работали 261 человек (139 мужчин и 122 женщины), безработных было 23 (13 мужчин и 10 женщин). Среди 76 неактивных 26 человек были учениками или студентами, 25 — пенсионерами, 25 были неактивными по другим причинам.

## Фотогалерея

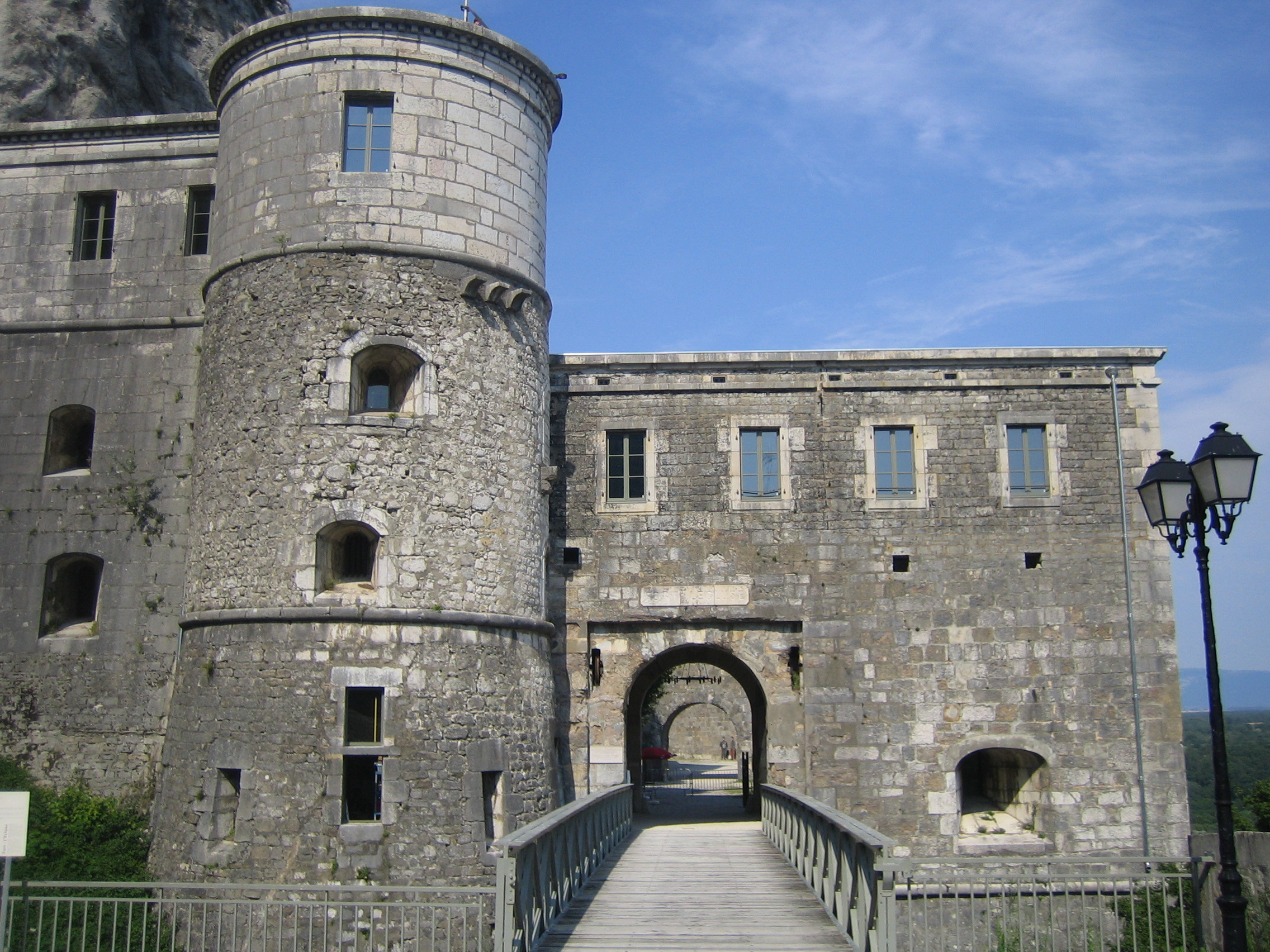
Форт Эклюз
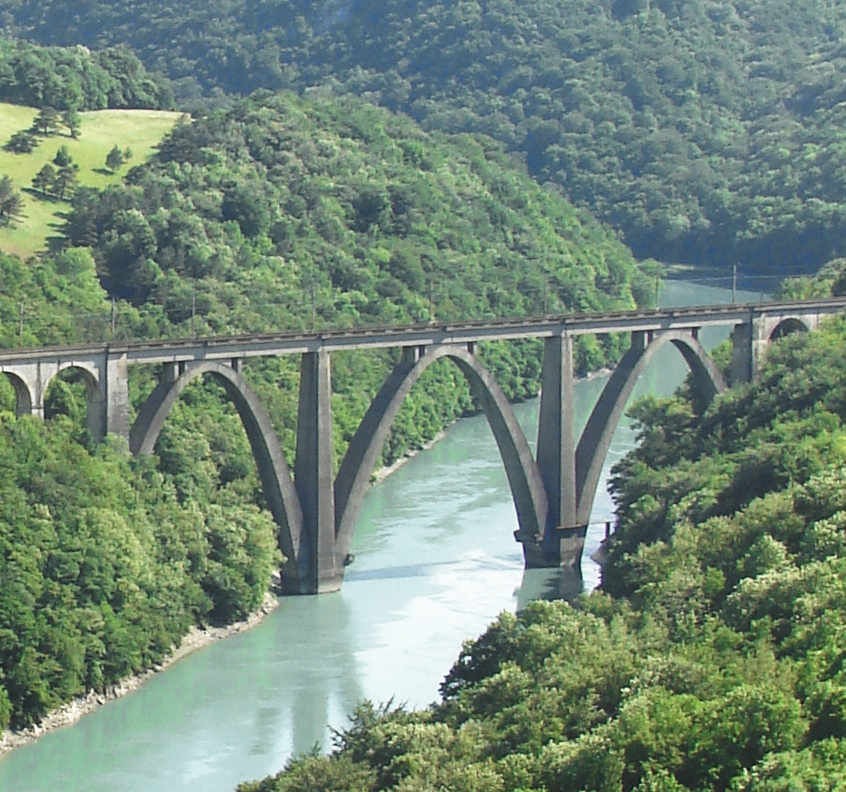
Виадук Лонжере через реку Рона
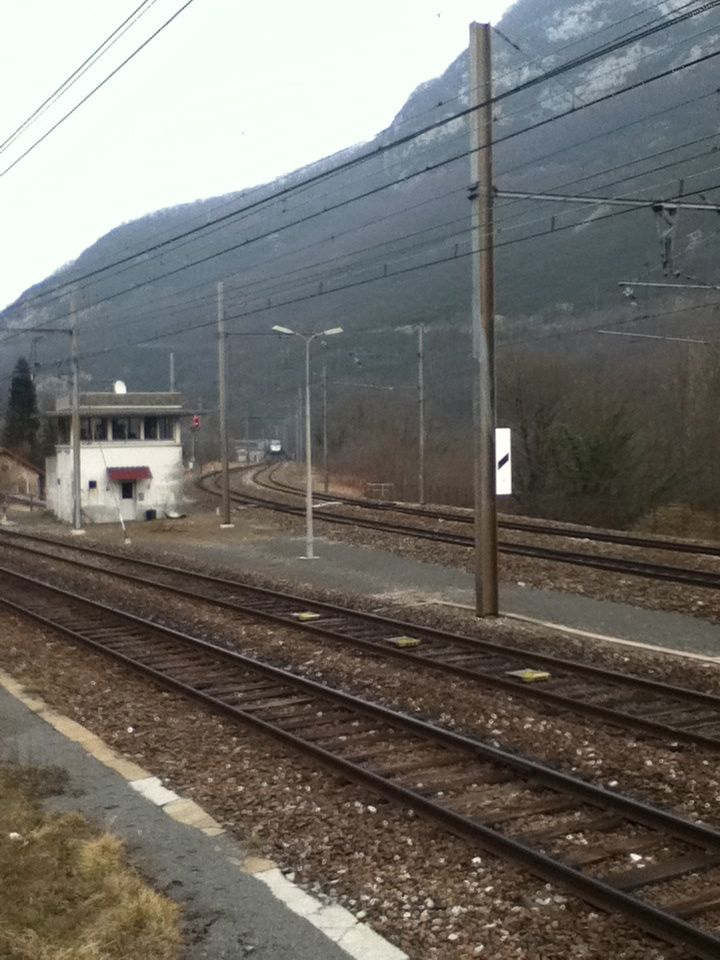
Вокзал Лонжере-Леа